# Бойфренд из будущего
«Бойфренд из будущего» (англ. About Time, идиома — «давно пора») — фантастический фильм режиссёра и сценариста Ричарда Кёртиса. В главных ролях задействованы Донал Глисон, Рэйчел Макадамс, Билл Найи и Том Холландер. Фильм вышел в британский прокат 4 сентября 2013 года, премьера в России состоялась 3 октября, в США — 1 ноября (в ограниченном прокате) и 8 ноября 2013 года (в широком прокате).

## Сюжет
Тим Лейк (Донал Глисон) растет в Корнуолле, в доме у моря со своим отцом Джеймсом (Билл Найи), матерью Мэри (Линдси Дункан), рассеянным дядей Дезмондом и свободолюбивой сестрой Кэтрин или «Кит Кат» (Лидия Уилсон). В 21 год Тим узнает от своего отца, что в их роду мужчины имеют тайную способность путешествовать во времени в моменты, которые они прожили раньше. Чтобы путешествовать во времени, необходимо находиться в тёмном пространстве, сжать кулаки и визуализировать воспоминания, к которым хочется вернуться. Джеймс отговаривает своего сына использовать свой дар для приобретения денег или славы, и Тим решает, что будет использовать его для улучшения своей личной жизни.
Следующим летом приезжает подруга Кит Кат, Шарлотта (Марго Робби). Тим мгновенно влюбляется, но ждет до конца её пребывания, чтобы сказать, что он чувствует; Шарлотта говорит Тиму, что он должен был сказать ей раньше. Тим возвращается в прошлое, чтобы признаться Шарлотте в середине каникул, но она говорит, что было бы лучше подождать до её последнего дня. Будучи разочарованным, Тим понимает, что она не заинтересована в нем, и что путешествие во времени не может никого изменить.
Тим переезжает в Лондон, чтобы изучать юриспруденцию, живет со знакомым отца, Гарри (Том Холландер), злым драматургом-мизантропом.
Тим посещает ресторан «Dans le Noir?», где встречает Мэри (Рейчел Макадамс). Они флиртуют в темноте, а потом Мэри дает Тиму свой номер телефона. Тим возвращается домой и видит обезумевшего Гарри, чья премьера новой пьесы провалилась из-за актера, забывшего свой текст. Тим возвращается во времени, чтобы все исправить, и пьеса проходит триумфально.
Однако позже, когда Тим пытается позвонить Мэри, он обнаруживает, что, из-за возвращения во времени, чтобы помочь Гарри, встречи с Мэри никогда не происходило. Он вспоминает одержимость Мэри  и благодаря упорству находит ее неделю спустя на выставке Кейт Мосс. К сожалению, Тим обнаруживает, что у неё теперь есть парень. Тим узнает, когда и где они встретились (на вечеринке). Он приходит рано, до того, как приедет потенциальный парень, и убеждает Мэри уйти с ним. Их отношения развиваются, и вскоре они начинают жить вместе. 

Однажды вечером он вновь встречает Шарлотту, которая теперь, кажется, интересуется им, но Тим отказывает ей, понимая, что он влюблен в Мэри. Он делает предложение; они женятся и довольно скоро появляется дочь Пози.
Жизненные трудности и выпивка привели Кит Кат к автомобильной аварии в первый день рождения Пози. Когда Кит Кат восстанавливается, Тим решает вмешаться в ее жизнь: он предотвращает аварию и забирает Кит Кат вовремя, чтобы предотвратить ее несчастные отношения с Джимми (Том Хьюз). Им удается вернуться в настоящее, где Тим выясняет, что Пози никогда не родилась, и вместо нее у пары есть сын. Джеймс объясняет, что они не могут менять события до рождения своих детей и гарантировать, что родится определенный ребенок. Тим признает, что он не может изменить жизнь своей сестры, изменив ее прошлое; он позволяет аварии произойти, гарантируя рождение Пози, и он и Мэри помогают Кит Кат улучшить ее собственную жизнь. Кит Кат обосновывается с другом Тима Джеем, и они заводят собственного ребенка. У Тима и Мэри рождается еще один ребенок, мальчик.
Тим узнает, что у его отца смертельный рак, который путешествие во времени не может вылечить. Отец знал об этом некоторое время, но продолжал путешествовать во времени, чтобы эффективно продлить свою жизнь и проводить больше времени со своей семьей. Он советует Тиму проживать каждый день дважды, чтобы быть по-настоящему счастливым: первый раз со всеми повседневными проблемами и заботами, а во второй раз замечая, насколько прекрасным может быть мир. Тим следует этому совету; его отец умирает, но Тим возвращается в прошлое, чтобы навещать его всякий раз, когда ему не хватает отца.
Мэри говорит Тиму, что хочет третьего ребенка. Тим не хочет, потому что это означает, что он не сможет снова навестить своего отца. Тим говорит отцу, что они больше не смогут видеться, и вместе они возвращаются, чтобы вновь пережить теплые воспоминания о раннем детстве Тима. Мэри рожает девочку, и Тим понимает, что он больше никогда не увидит своего отца. Тим осознает, что лучше проживать каждый день один раз и ценить жизнь со своей семьей, как если бы он проживал ее во второй раз.

## В ролях
| Актёр           | Роль           |
| --------------- | -------------- |
| Донал Глисон    | Тим Лейк       |
| Рэйчел Макадамс | Мэри           |
| Билл Найи       | папа           |
| Лидия Уилсон    | Кит Кат        |
| Линдси Дункан   | мама           |
| Ричард Кордери  | дядя Дезмонд   |
| Джошуа Макгуайр | Рори           |
| Том Холландер   | Гарри          |
| Марго Робби     | Шарлотта       |
| Уилл Меррик     | Джей           |
| Ванесса Кирби   | Джоанна        |
| Том Хьюз        | Джимми Кинкейд |
| Кэтрин Стедман  | Тина           |
| Лиза Айкхорн    | мама Мэри      |

## Съёмки
Съёмки фильма проходили в Лондоне и Корнуолле.

## Отзывы
На сайте-агрегаторе Rotten Tomatoes фильм имеет рейтинг 69% на основании 161 критических отзывов. На сайте Metacritic рейтинг фильма составляет 55 из 100 на основании 34 отзывов. Одной из главных претензий критиков стала отмеченная непоследовательность в сценарии: принципы путешествий во времени варьируются, создавая противоречия в логике сюжета.

## Саундтреки
Трек-лист
| №   | Название                                    | Артист                                                 | Длительность |
| --- | ------------------------------------------- | ------------------------------------------------------ | ------------ |
| 1.  | «The Luckiest» (About Time version)         | Ben Folds                                              | 4:04         |
| 2.  | «How Long Will I Love You»                  | Jon Boden, Sam Sweeney & Ben Coleman                   | 2:46         |
| 3.  | «Mid Air»                                   | Paul Buchanan                                          | 2:28         |
| 4.  | «At the River» (Radio Edit)                 | Groove Armada                                          | 3:10         |
| 5.  | «Friday I'm In Love»                        | The Cure                                               | 3:34         |
| 6.  | «Back To Black» (Explicit)                  | Amy Winehouse                                          | 4:00         |
| 7.  | «Gold in them Hills»                        | Ron Sexsmith                                           | 3:31         |
| 8.  | «The About Time Theme»                      | Ник Лэрд-Клаус                                         | 2:22         |
| 9.  | «Into My Arms»                              | Nick Cave & The Bad Seeds                              | 4:13         |
| 10. | «Il Mondo»                                  | Jimmy Fontana                                          | 2:42         |
| 11. | «Golborne Road»                             | Ник Лэрд-Клаус                                         | 2:16         |
| 12. | «Push the Button»                           | Sugababes                                              | 3:37         |
| 13. | «All the Things She Said» (Original Edited) | t.A.T.u.                                               | 3:35         |
| 14. | «When I Fall In Love»                       | Barbar Gough, Sagat Guirey, Andy Hamill & Tim Herniman | 3:02         |
| 15. | «Spiegel im Spiegel»                        | Arvo Pärt                                              | 9:24         |
| 16. | «How Long Will I Love You»                  | Ellie Goulding                                         | 2:34         |
| 17. | «Mr. Brightside»                            | The Killers                                            | 3:42         |